# 近衛府
近衛府，唐名為「羽林」，相當於中國古代的御林軍，為令外官。分左右兩近衛府，主官為左右近衛大將，負責護衛天皇和警備皇居內部防禦的部門，在天皇行幸時近衛府的士兵也是做為親兵隨身侍奉天皇。最初兵力為400人，但在醍醐天皇延喜五年（905年）的延喜式改革後成為左右各300人，合計600人。

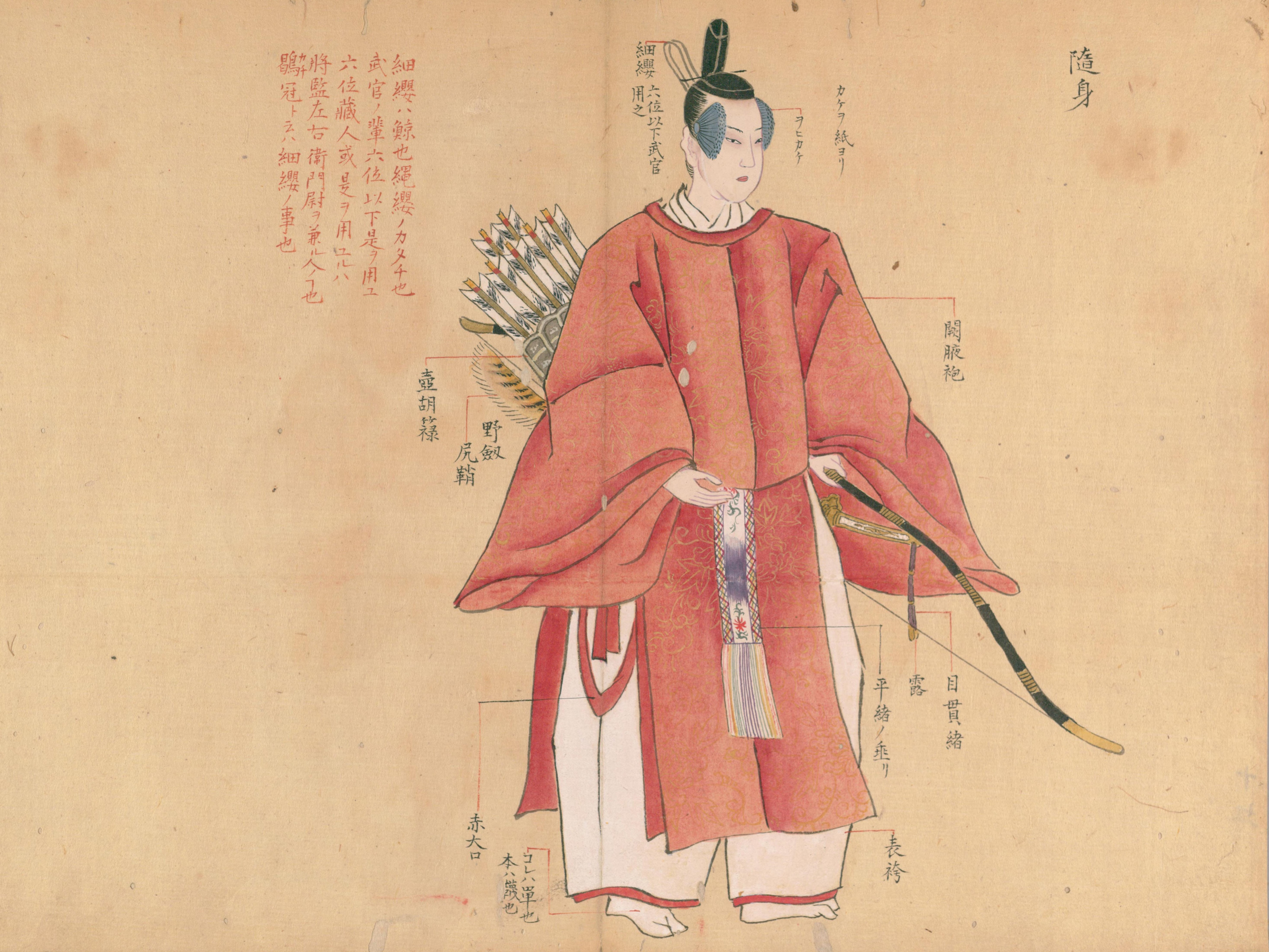
近衛府「隨身」正面穿著圖

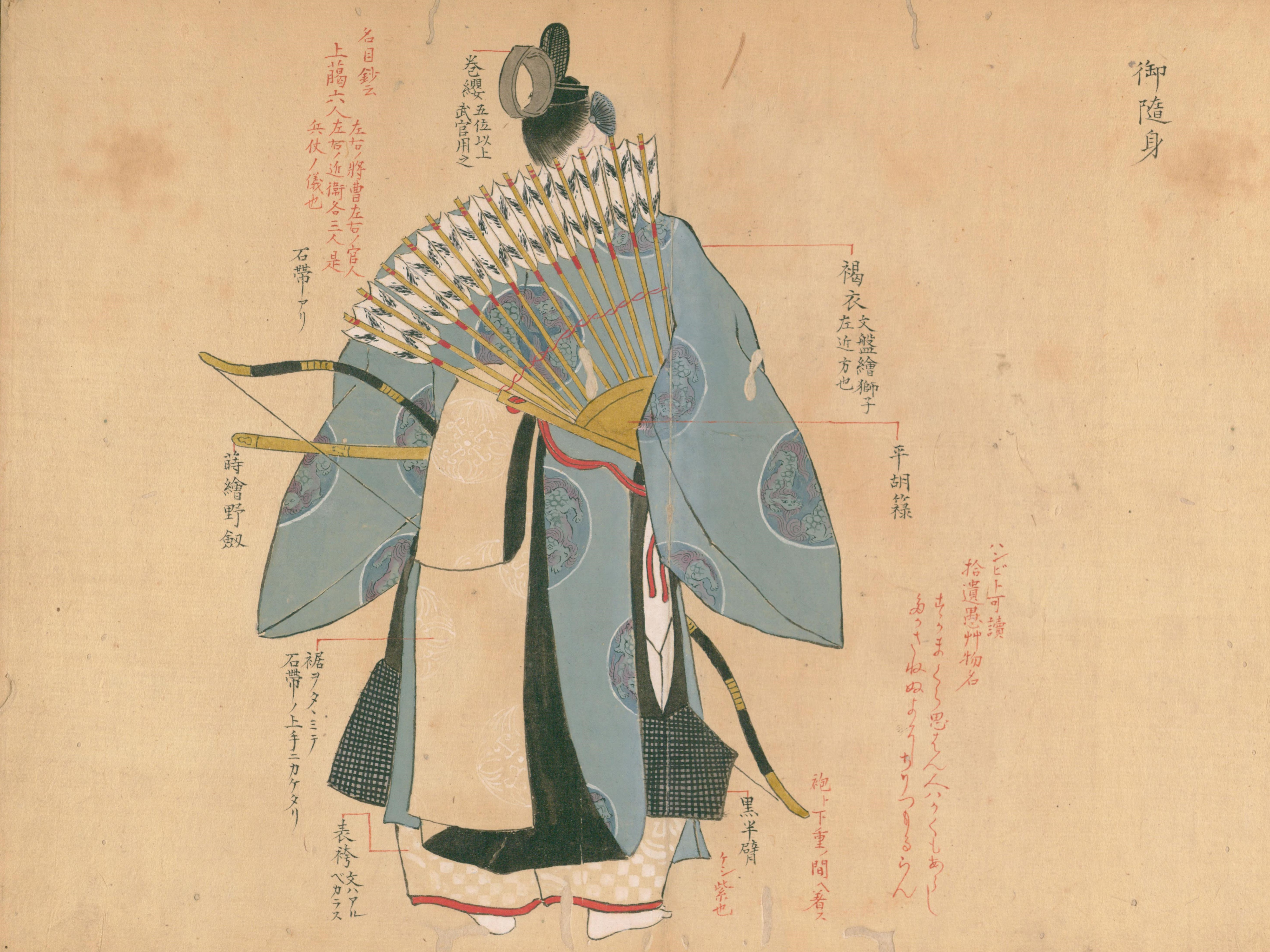
近衛府「御隨身」背面穿著圖

## 簡介
在禁止攜帶兵器的皇宮中（平安京宮城內的内城：宣陽門、承明門・陰明門・玄輝門的內側）負責警衛。此外在朝議的時候，近衛們要列隊以顯威儀。行幸時則要在天皇前後警備護衛。還有負責皇族和公卿們的護衛。
淳仁天皇天平寶字三年（759年）設置的授刀衛在稱德天皇天平神護元年（765年）2月3日更名為近衛府，此外，在聖武天皇神龜五年（728年）時所成立的中衛府也於大同二年（807年）4月22日也改名為近衛府。因此將二個近衛府合併，原近衛府（授刀衛）改稱為左近衛府，原中衛府則改稱為右近衛府，分設「左右近衛府」。 前者位於平安宮的陽明門以北，後者則位於平安宮的殷富門以北。

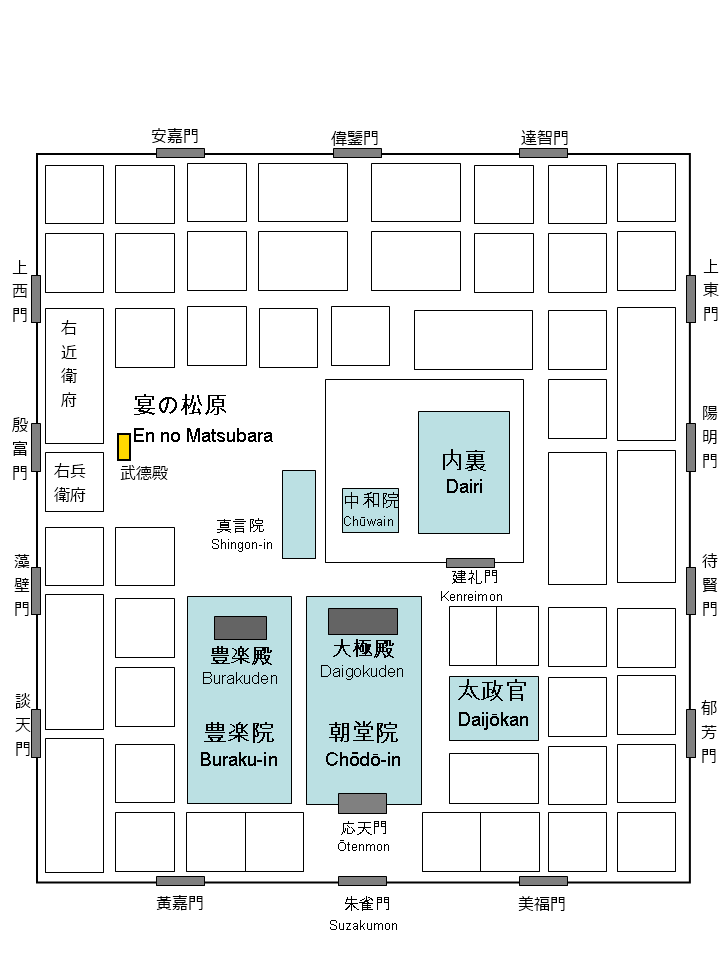
皇城大內裏平面圖

平安時代中期（約968-1068年）以後，隨著朝政逐漸變得禮儀化；近衛府官職被榮譽化，逐漸成為象徵身分地位的虛職榮銜；近衛府兵士被儀仗隊化。因為以上的原因，在六衛府（左右近衛府、左右兵衛府、左右衛門府）之中是最有身分地位的部門。

## 構成人員

### 領導官員

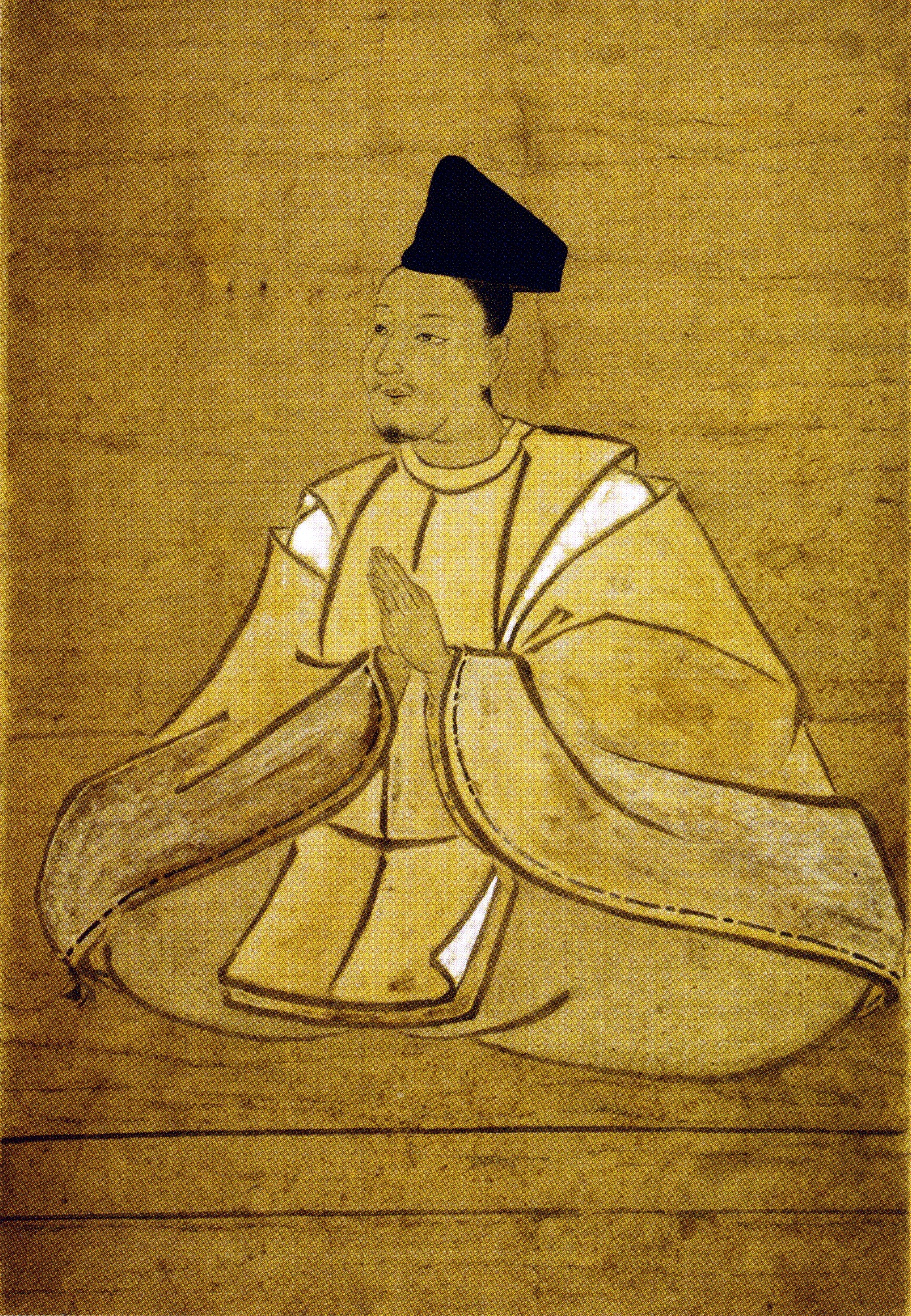
正三位、左近衛權中將、藏人頭－平重衡（1157－1185）

『近衛大將』（正三位→從四位上→從三位）
為近衛府四等官中的長官，並無設置任何「權官」，左右各1名，稱為左近衛大將、右近衛大將，又可以簡稱為「左大將」、「右大將」。唐名稱之為「羽林大将軍」、「親衛大将軍」、「虎牙大将軍」、「幕府」、「幕下」等。
稱德天皇天平神護元年（765年）2月3日最初設置該官職時，此時的官位相當於「正三位」，桓武天皇延曆十二年（793年）時將其降格為「從四位上」。而後沒多久在延曆18年（799年）升敘為「從三位」。
在過去是由參議及以上的公卿兼任該職位，但在平安時代中期（約968-1068年）以後，由『左大臣至權大納言』的公卿來兼任該職位成為規定。因此近衛大將開始被視為比大納言更為重要的職位（但是也經常看到攝關家的嫡子常常會以權中納言的身分兼任近衛大將之職）。 而近衛大將有時也會同時兼任「馬寮御監」一職。
- 近衛大将的辭令（宣旨）例子：「日光東照宮文書」
從二位行權大納言源朝臣家康
從二位行權大納言源朝臣敦通宣
奉　勅件人宜令兼任左近衞大將者
天正十五年十二月廿八日　掃部頭兼大外記造酒正中原朝臣師廉奉
- （訓讀文）
従二位行権大納言源朝臣家康
従二位行権大納言源朝臣敦通、宣る
勅を奉るに、件の人、宜しく左近衛大将を兼任せしむべし者
天正15年（1587年）12月28日　掃部頭兼大外記造酒正中原朝臣師廉、奉る
※ 從二位行權大納言源朝臣家康德川家康、從二位行權大納言源朝臣敦通久我敦通、掃部頭兼大外記造酒正中原朝臣師廉押小路師廉。

- 著名人物

廉義公關白、太政大臣藤原賴忠曾任左近衛大將，日本歷史上第一位征夷大將軍源頼朝就曾任右近衛大將、而德川幕府的三代將軍德川家光以後都會兼任右近衛大將一職。
『近衛中將』（從四位下）
權官稱呼為「左近衛權中將」、「右近衛權中將」
為近衛府四等官中的次官，為次官之中排行上位的，左右近衛府各1到4名，稱為左近衛中將、右近衛中將，又可以簡稱為「左中將」、「右中將」。唐名稱之為「親衛中郎將」、「親衛將軍」、「羽林將軍」等。近衛中將與近衛少將也常被稱呼為「三笠山」（三笠即御笠，天皇所用之物，守護之意，又常見於詩歌文章中）、「次將」（皆為次官）。
稱德天皇天平神護元年（765年）2月3日最初設置該官職後，官位相當於「從四位下」。最初的編制為左右近衛府各1位中將，但到了淳和天皇統治的天長年間（824年－834年），增設了權官各1人；而後過了百餘年到了十世紀末時，已經演變成正官2人，權官1人，左右各3人的編制。再到11世紀後半時則已經變成左右各4人了。而後在12世紀下半葉中將的人數又再度增加，在後白河天皇院政期（1167-1179、1181－1192）登記在籍的中將人數已經達到各有6－7人。而後便再無增加定員的紀錄，皆以「權官」的方式增設。
而與大將相同，中將之職也常兼職他職，如藏人頭一職常常由中將去兼任，而這種便被稱之為「頭人將」；而近衛中將兼任參議時，則被稱之為「宰相中將」；當中納言或權中納言兼任近衛中將時，則可稱為「中納言中将」。非參議的正從四位中將被敘位為三位時，被稱為「中將如元」、「三位中將」。而非參議的正從三位中將被敘位為二位後，在正式場合會被稱之為「二位中將」。也有例子是攝關家的嫡子以五位的身分擔任近衛中將，此時便被稱為「五位中將」。
- 著名人物

曾被譽為和歌六歌仙和三十六歌仙之一的在五中將在原業平就官至從四位上藏人頭、右近衛權中將，而太政大臣平清盛的第五子平重衡亦官至正三位藏人頭、左近衛權中將。
『近衛少將』（正五位下）
權官稱呼為「左近衛權少將」、「右近衛權少將」
為近衛府四等官中的次官，為次官之中排行下位的，左右近衛府各2到4名，稱為左近衛少將、右近衛少將，又可以簡稱為「左少將」、「右少將」。唐名稱之為「羽林郎將」、「親衛郎將」、「羽林中郎將」、「亞將」、「虎賁中郎將」等。
稱德天皇天平神護元年（765年）2月3日最初設置該官職後，官位相當於「正五位下」。最初的編制為左右近衛府各1位少將，但隨著時間定員的人數逐漸增加，在桓武天皇天應元年（781年）6月1日時廢除「員外近衛少将」一職，改為增設近衛少將人數，使其定員增為各2人。隨後在九世紀中葉增設1名權官，使其變為正官2人，權官1人，左右各3人的編制。再到11世紀初時則登記在籍的少將已經變成左右各4人了。而後同中將一般在12世紀下半葉少將的人數又再度增加，在後白河天皇院政期（1167-1179、1181－1192）登記在籍的少將人數已經達到各有7－8人的規模。而後便再無增加定員的紀錄，皆以「權官」的方式增設。
其職權近似於中將。並且也常兼職擔任，如擔任「五位藏人」一職的官員兼任近衛少將時，會稱呼其為「藏人少將」。

### 行政人員（近衛舍人）
天皇實際侍從官，擔任平安宮內的警備、巡夜和天皇行幸時跟隨侍奉以及高級官員的護衛，類似於中國之御前侍衛。
近衛將監（從六位上）
為近衛府四等官中的判官，左右近衛府各1到10名，稱為左近衛將監、右近衛將監，又可以簡稱為「左近大夫」、「右近大夫」。唐名稱之為「参軍」、「親衛軍長吏」、「親衛校尉」、「錄事」等。
稱德天皇天平神護元年（765年）2月3日最初設置該官職後，官位相當於「從六位上」。
近衛將曹（從七位下）
為近衛府四等官中的主典，左右近衛府各4到20名，稱為左近衛將曹、右近衛將曹。
稱德天皇天平神護元年（765年）2月3日最初設置該官職後，官位相當於「從七位下」。
府生
左右各6名。
番長
左右各6名，由近衛中選擇擔任，在執行「隨身」之職的時候，負責騎馬在前引導，稱之為「前驅」。
近衛
左右各300名。